# Korallkremla
Korallkremla (Russula emeticicolor) är en svampart som beskrevs av Jul. Schäff. 1937. Korallkremla ingår i släktet kremlor och familjen kremlor och riskor.  Arten är reproducerande i Sverige. Inga underarter finns listade i Catalogue of Life.

## Bildgalleri